# Битва при Вімі

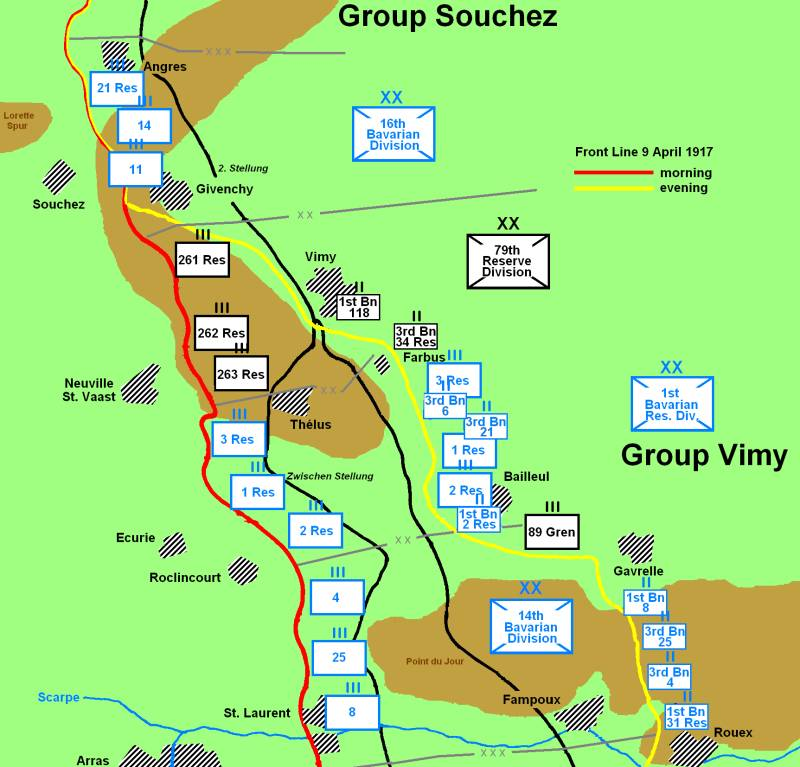
Карта боїв при Вімі. Червона лінія — позиції німецьких військ до початку наступу союзників; жовта — на вечір 9 квітня 1917

Битва при Вімі (нім. Schlacht bei Vimy), також битва за хребет Вімі (англ. Battle of Vimy Ridge) (9-12 квітня 1917) — наступальна операція військ Британської імперії проти німецької армії поблизу французького міста Вімі під час Першої світової війни.

## Історія

### Передумови
Хребет Вімі являв собою узвишшя за 8 км на північний схід від Арраса на західному краю рівнини Дуе. Завдовжки приблизно 7 км і максимальною вершиною на висоті 145 м над рівнинами Дуе, височина панувала над місцевістю, забезпечуючи безперешкодний вид на десятки кілометрів у всіх напрямках. Хребет був захоплений кайзерівськими військами в жовтні 1914 року під час «бігу до моря». 10-та французька армія намагалася витіснити німців з хребта у травні 1915 року під час Другої битви при Артуа, але не змогла утримати його через брак підкріплення. У вересні 1915 року французи зробили ще одну спробу під час Третьої битви при Артуа, але захопили лише село Суше на західній околиці хребта. Французька армія зазнала близько 150 000 втрат у своїх спробах отримати контроль над хребтом Вімі та навколишньою територією. Тим часом німецька важка артилерія безкарно обстрілювала Аррас, перетворюючи місто на руїни.
У лютому 1916 року 10-ту французьку армію перевели для участі в битві під Верденом, а її позиції зайняв британський XVII корпус лейтенант-генерала сера Джуліана Бінга. Незабаром британці виявили, що німецькі саперні роти скористалися відносним спокоєм на поверхні й побудували розгалужену мережу мінних тунелів і глибоких шахт, з яких вони атакували б французькі позиції, підриваючи вибухові заряди під їхніми траншеями. У свою чергу Королівські інженери направили на хребет спеціалізовані саперні тунельні роти для боротьби з німецькими підкопами. У травні 1916 року за хребет сталася битва, обидві сторони намагалися поліпшити своє положення. У жовтні 1916 року Канадський корпус звільнив IV корпус на західних схилах хребта Вімі.

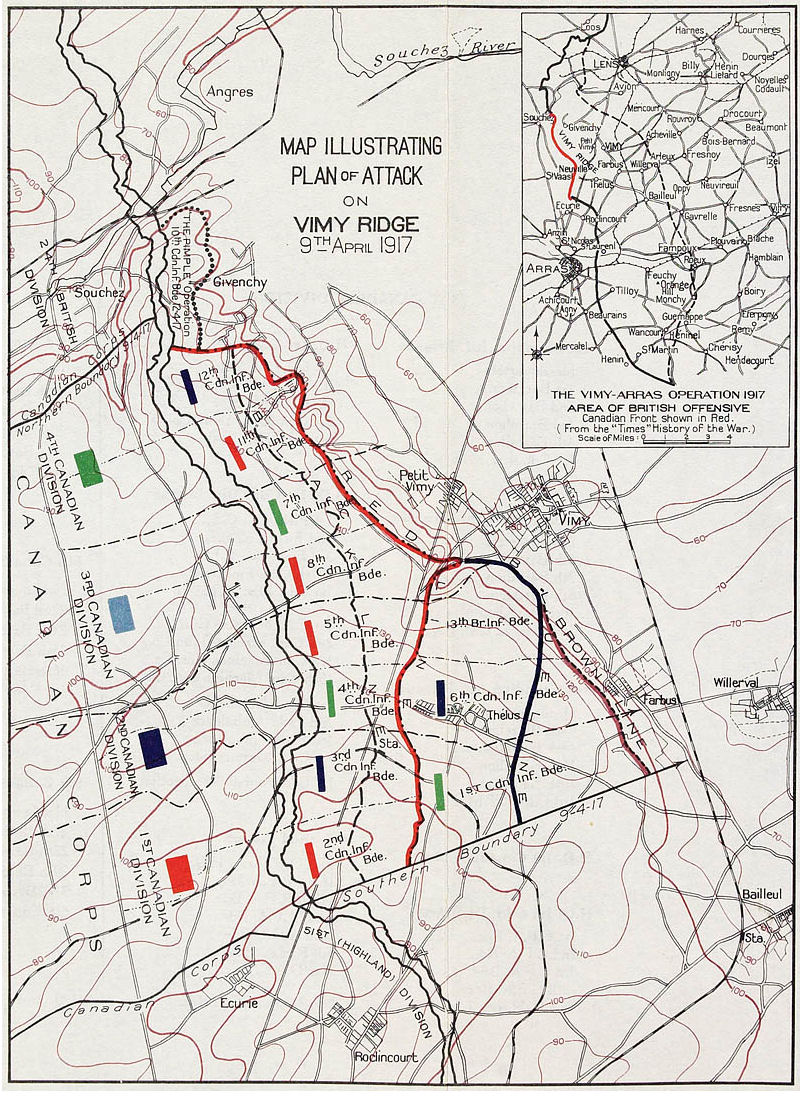
План наступу союзників на хребет Вімі

### Планування
У березні 1917 року штаб 1-ї британської армії розробив наступальну операцію, метою якої планувалося в ході загального наступу союзників на Аррас силами канадського корпусу опанувати хребет Вімі. До наступу залучалися усі чотири канадські дивізії і британська 5-та дивізія, а також артилерія, інженерні частини та інші сили посилення. В результаті чого номінальна чисельність ударного угруповання досягла приблизно 170 000 осіб, з яких 97 184 були канадцями.
5 березня 1917 року остаточний план штурму хребта Вімі був затверджений командувачем 1-ї британської армії генералом сером Генрі Горном.
Наступ Канадського корпусу розподілявся по чотирьох кольорових лініях або рубежах досягнення визначених об'єктів. Атака проводилася на фронті 6400 м, з напрямом головного удару навпроти села Вімі, на схід від хребта. Першим рубежем або метою була Чорна лінія — захоплення передньої лінії оборони німців. Кінцевою метою північного флангу була Червона лінія: захоплення найвищої точки на хребті, укріпленого пагорба, відомого як «Прищик», ферми Фолі, траншеї Цвішен-Стеллунг і села Ле-Тілль. Дві південні дивізії повинні були досягти двох додаткових цілей: Блакитну лінію, що простягалася від села Телус і ліси за селом Вімі, і Коричневу лінію — траншея Цвельфер-Грабен і німецька друга лінія оборони.
Протягом всього наступу піхота мала рухатися на мінімальній відстані позаду рухомого загороджувального вогню артилерії. Планом передбачалося ведення стрімкого наступу хвилями в максимально можливому темпі з перестрибуванням підрозділів через голови тих, що наступав попереду й у разі захоплення ворожих позицій розпочинав його зачищення від осередків спротиву. Друга, за нею третя та інші хвилі повинні були невпинно продовжувати рух вперед, не втрачаючи імпульсу наступу. При належному виконанні плану німецьким військам залишилося обмаль часу, щоб вийти зі своїх глибоких бліндажів і укрить і вчинити опір, захищаючи свої позиції від навали піхоти, що стрімко штурмувала їхні опорні пункти.
Загалом для артилерійської підготовки та підтримки наступу Канадський корпус мав 24 бригадні артилерійські групи, що складалися з 480 18-фунтових польових гармат, 138 4,5-дюймових гаубиць, 96 2-дюймових траншейних мінометів, 24 9,45-дюймових мінометів, підтриманих 245 корпусними облоговими гарматами та важкими мінометами резерву. Щільність артилерії на ділянці прориву становила одна важка гармата на кожні 20 метрів фронту і одна польова гармата на кожні 10 метрів фронту.
В процесі підготовки до наступу, канадці побудували 12 км тунелів, через які війська могли проходити на визначені рубежі в готовності до початку атаки, не потрапляючи під обстріл німецької артилерії. Королівський льотний корпус вжив рішучих зусиль для здобуття переваги в повітрі над полем бою на підтримку запланованого наступу. Загалом уздовж сектора Арраса британці та канадці зосередили 25 ескадрилей загальною кількістю 365 літаків, переважаючи німецьку Імперську повітряну службу як 2 до 1. Повітряна розвідка з використанням аеростатів спостереження забезпечувала точні звістки про переміщення кайзерівських військ та позиції ворожої артилерії для контрбатарейної боротьби.
Безпосередньо оборону хребта утримували три німецькі лінійні дивізії, що складалися з семи піхотних полків. Чисельність кожної дивізії становила приблизно 15 000 осіб, але їх фактична укомплектованість була значно меншою. Тому на квітень 1917 року, до початку наступ кожен німецький полк на хребті утримував смугу завширшки приблизно 1000 метрів і коли Канадський корпус атакував, на позиції кожної німецької роти наступало два і більше піхотних батальйони по 1000 людей у кожному. Відповідно до теорії поглибленої оборони, резервні дивізії перебували в районах зосередження на відстані приблизно 24 кілометрів у готовності діяти на визначених напрямах у разі загрози прориву сил противника.

### Наступ
О 5:30 ранку Великоднього понеділка, 9 квітня 1917 року, канадсько-британське угруповання розпочало наступ. Увечері 8 квітня та рано вранці 9 квітня особовий склад першого ешелону потай перейшов на свої вихідні рубежі для переходу в атаку. Незважаючи на фізичний дискомфорт для всіх, північно-західний штормовий вітер сприяв наступаючим штурмовим військам, несучи сніг в обличчя німецьким військам, що оборонялися. Канадські та британські артилерійські системи продовжували обстріли ворожих позицій всю ніч, але припинили за кілька хвилин до атаки. О 5:30 ранку всі артилерійські системи, які були в розпорядженні Канадського корпусу, відкрили вогонь. Через 30 секунд інженери підірвали мінні заряди, закладені під нейтральною територією, і німецькою лінією траншей, знищивши ряд опорних пунктів противника і створивши безпечні комунікаційні траншеї безпосередньо на нічийній території.

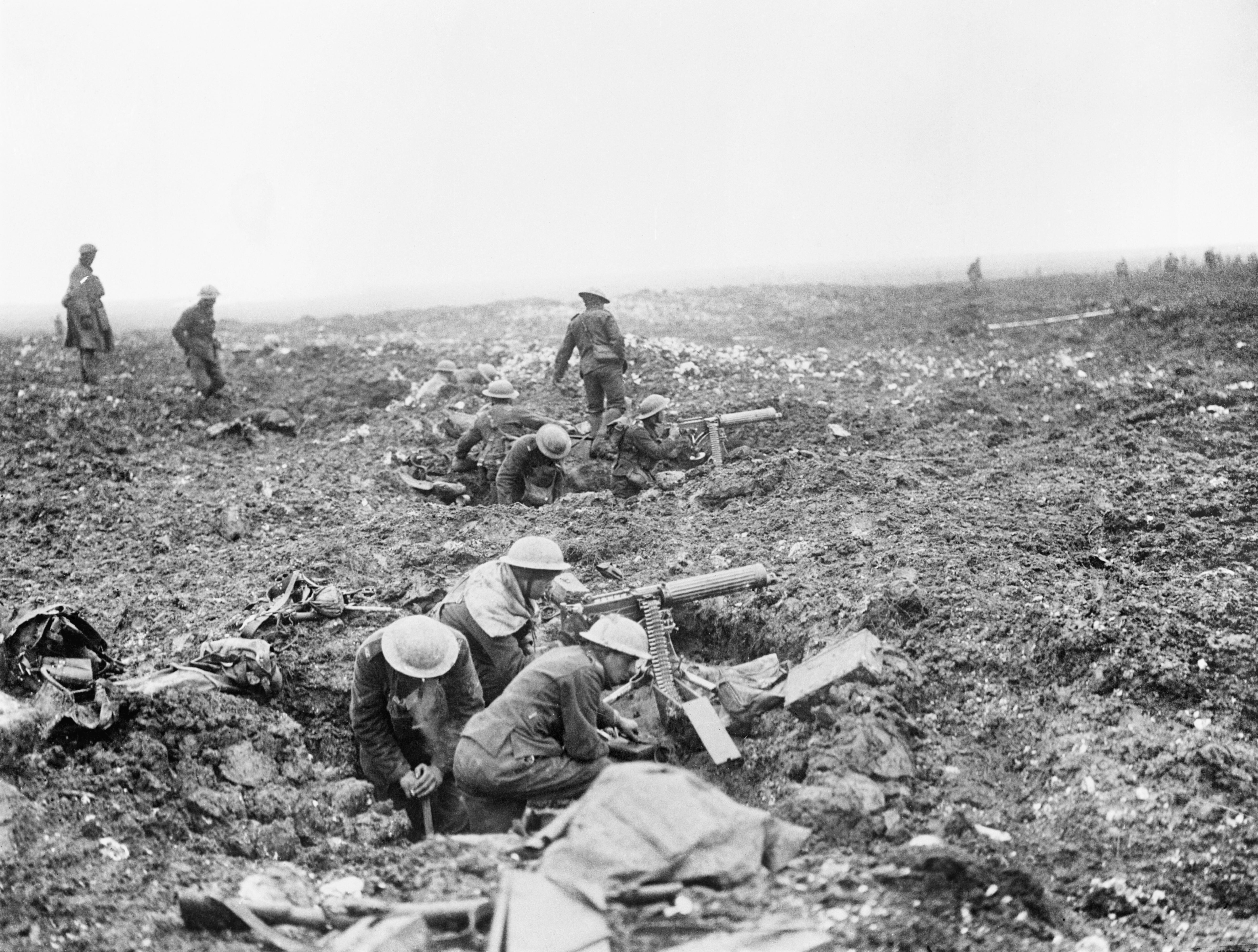
Канадські кулеметні під час боїв за хребет Вімі

За три хвилини польова артилерія почала постановку загороджувального вогню, тоді як середні та важкі гаубиці вели вогонь по виявлених цілях в обороні кайзерівських військ. Під час перших боїв німецька дивізійна артилерія, незважаючи на численні втрати, змогла відкрити вогонь у відповідь. 1-ша, 2-га та 3-тя канадські дивізії у високому темпі просувалися вперед і до 06:25 ранку доповіли про захоплення своєї першої цілі, Чорної лінії. 4-та канадська дивізія зіткнулася з великими проблемами і не змогла завершити опанування своєї першої цілі ще кілька годин. Після перегрупування та уточнення бойового завдання 1-ша, 2-га та 3-тя канадські дивізії відновили атаку. Невдовзі після 7:00 ранку 1-ша канадська дивізія захопила ліву половину Червоної лінії, 1-ша канадська бригада вирвалася вперед. 2-га канадська дивізія приблизно в той же час досягла своєї ділянки Червоної лінії та захопила село Ле-Тілєль.
3-тя канадська дивізія успішно просувалася на північному фланзі зони прориву. Незважаючи на те, що німецькі командири змогли швидко налагодити управління та віддавати накази, темп штурму був таким, що німецький цикл прийняття рішень був не в змозі адекватно реагувати на зміну обстановки.
Єдина частина канадського штурму, яка пішла не так, як планувалося, — це атака 4-ї канадської дивізії. Майже відразу після переходу в атаку канадці наразилися на запеклий опір окремих осередків німецької оборони, які не зазнали належного ступеня ураження артилерійським вогнем союзників. Кулеметні гнізда на непошкоджених ділянках німецької оборони шквальним вогнем впритул поранили або вбили значну частину правого флангу 4-ї канадської дивізії. З огляду на ці труднощі, 4-та канадська дивізія не намагалася здійснити подальший фронтальний штурм протягом дня.

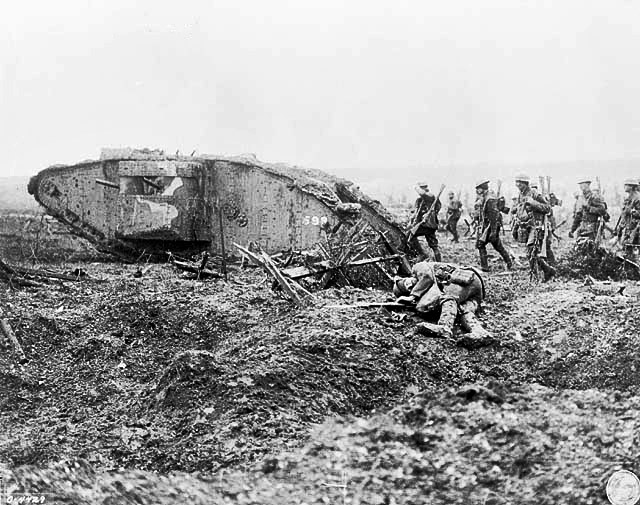
Канадська піхота під прикриттям танків Mark II наступає на хребет Вімі

Бої за вершину хребта ближче до полудня і продовжувалися весь день. У нічний час німецькі війська, які обороняли панівні висоти хребта, вважали, що на даний момент подолали безпосередню загрозу прориву своїх позицій, до того ж почало прибувати підкріплення, і до пізнього вечора частини німецької 111-ї піхотної дивізії зайняли третю лінію поблизу Ашевіля та Арле, а решта дивізії прибула наступного дня.
До 9:30 ранку 10 квітня британці перемістили до Червоної лінії три свіжі бригади для підтримки просування 1-ї та 2-ї канадських дивізій, які мали були перескочити підрозділи, що зайняли Червону лінію, і продовжити прорив до Синій лінії. Свіжі частини, включаючи дві секції танків і 13-ту британську бригаду, були викликані з резерву для підтримки наступу 2-ї канадської дивізії. Приблизно до 11:00 Блакитна лінія, включаючи пагорб 135 і село Телус, була захоплена. Для закріплення на здобутих рубежах по Синій лінії наступ був тимчасово призупинений, водночас артилерія продовжувала вести загороджувальний вогонь протягом 90 хвилин, під прикриттям якого вперед були перекинуті кулеметні обслуги. Незадовго до 13:00 наступ відновився, і 1-ша та 2-га канадські дивізії незабаром доповіли про вихід на визначений рубіж та виконання визначеного завдання. Приблизно до 14:00 підрозділи 1-ї та 2-ї дивізій змогли вийти та закріпитися на Коричневій лінії.

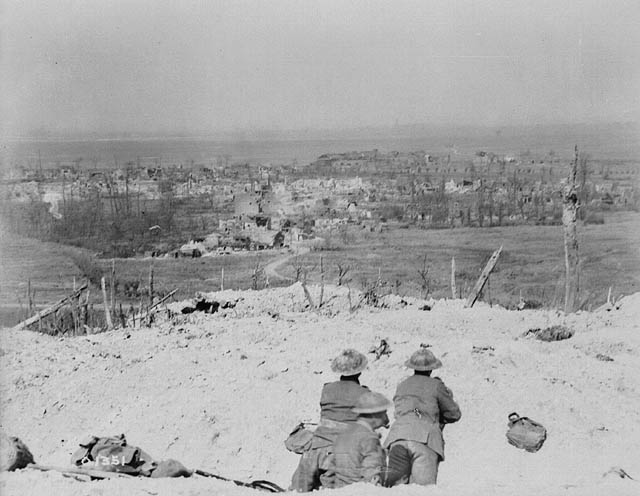
Вигляд на зруйноване війною французьке село Вімі з вершин хребта Вімі після його захоплення. Квітень 1917

Близько 15:15 частини 4-ї канадської дивізії здійснили спробу захопити північну половину пагорба 145, і ненадовго захопили пік, однак під ударом німецької контратаки відступили із зайнятих позицій. Німці, які зайняли невеликий виступ на хребті, невдовзі виявили, що канадці атакують їх з усіх флангів, поступово нарощуючи свої сили. Коли стало очевидним, що позиція повністю охоплена з флангів і немає жодної перспективи підкріплення, німецькі війська відступили. До ночі 10 квітня єдиною ціллю, які не змогли здобути канадські формування, було захоплення «Прища».
Командування 4-ї канадської дивізії, чиї наступ на початку битви не вдався, зіткнувшись з труднощами на полі бою, відклало наступ на Прищик до 12 квітня. На початок канадського наступу виступ «Прищ» обороняли підрозділи 16-ї баварської піхотної дивізії, але артилерійський обстріл Канадського корпусу в ході підготовки штурму 9 квітня, спричинив значних втрат серед особового складу з'єднання. 11 квітня кайзерівська 4-та гвардійська піхотна дивізія спочатку підсилила, а потім вивільнила постраждалі частини 16-ї баварської піхотної дивізії. У ніч перед атакою артилерія продовжувала інтенсивно обстрілювати німецькі позиції, в той час як газова секція Королівських інженерів, використовуючи міномети Лівенса (англ. Livens Projectors), випустила більше 40 газових бочок отруйних речовин безпосередньо в село Живанші-ан-Гоель. Близько 4:00 ранку за допомогою вогню зі стрілецької зброї німецьким військам, які оборонялися, вдалося відбити перші штурми канадців. 10-та канадська бригада знову атакувала о 5:00 ранку, цього разу за підтримки значної кількості артилерії та 24-ї дивізії I корпусу на північному фланзі. Вогонь німецької артилерії був запізнілим і надто слабким, щоб завдати штурмовим військам серйозних проблем, що дозволило Канадському корпусу, використовуючи широкі розриви в обороні противника, прорватися до німецьких позицій. До 18:00 10-та канадська бригада вела бій з німецькими розрізненими підрозділами, що поспіхом намагалися закріпитися на тимчасових позиціях та рубежах, і захопити весь виступ «Прищ».

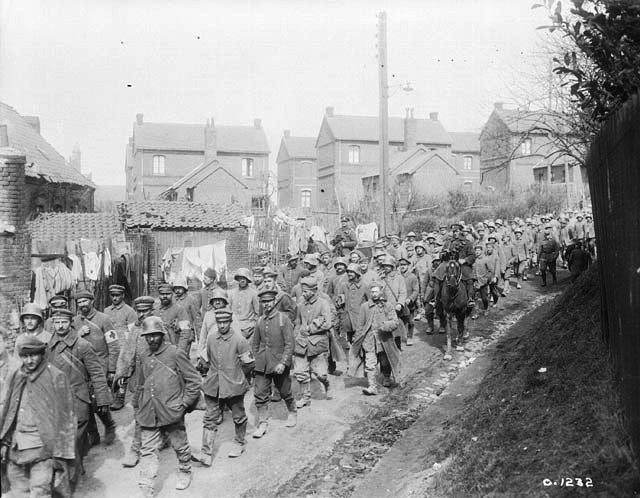
Німецькі військовополонені, захоплені в боях за хребет Вімі. Квітень 1917

## Наслідки битви
До ночі 12 квітня 1917 року Канадський корпус міцно контролював хребет. Успішна операція коштувала канадським військам 10 602 втрати, 3 598 людей було вбито і 7 004 поранено. Про втрати 6-ї німецької армії спочатку не було відомо в хаосі, що утворився внаслідок поразки. Пізніші джерела стверджують, що німці зазнали втрату близько 20 000 людей, зокрема німецькі історики приписують велику кількість німецьких втрат канадській та британській артилерії. У полон потрапило приблизно 4000 осіб. Німецька історична служба підрахувала, що 6-та армія зазнала 79 418 втрат у квітні та травні 1917 року, 22 792 були визнані зниклими безвісти. Наслідний принц Рупрехт Баварський оцінив 85 000 втрат для 6-ї армії, 3 404 людини потрапили в полон поблизу хребта Вімі.
Після поразки при Вімі начальник німецького генерального штабу генерал-фельдмаршал Пауль фон Гінденбург наказав Верховному командуванню армії (нім. Oberste Heeresleitung (OHL) провести судове розслідування з причин розвалу німецької оборони в секторі поблизу Аррасу. Дізнавачі дійшли висновку, що штаб 6-ї армії знехтував повідомленнями командирів з передової, які своєчасно повідомляли про можливість підготовки противником атаки, до того ж резервні частини перебували у визначених районах зосередження занадто далеко, щоб контратакувати. Суд дійшов висновку, що командувач 6-ю армією генерал Людвіг фон Фалькенгаузен не зміг належним чином застосувати «еластичну оборону», основу німецької оборонної доктрини того часу. Натомість оборонна система являла собою низку нерухомих опорних пунктів і статичних оборонних ліній, які союзна артилерія ізолювала та знищила. Гінденбург відсторонив Фалькенгаузена від командування і перевів його до Бельгії, де він служив до кінця війни як генерал-губернатор окупованого Королівства.